# Mistrzostwa Europy w Wioślarstwie 2011
71. Mistrzostwa Europy w Wioślarstwie rozegrano w dniach 16–18 września 2011 r. w bułgarskim mieście Płowdiw. Wzięło w nich udział 389 zawodników z 28 krajów. Zorganizowano 14 konkursów – 8 dla mężczyzn i 6 dla kobiet. Najwięcej medali zdobyli reprezentanci Włoch, a na pierwszym miejscu klasyfikacji medalowej uplasowali się Grecy.

## Wyniki

### Konkurencje mężczyzn
| Konkurencja                                        | Złoto | Srebro | Brąz |
| M1x (jedynka) szczegóły                            | Litwa · Mindaugas Griškonis | Niemcy · Falko Nolte | Chorwacja · Mario Vekić |
| M2- (dwójka bez sternika) szczegóły                | Grecja · Nikolaos Gundulas · Apostolos Gundulas | Włochy · Niccolò Mornati · Lorenzo Carboncini                                                                                           | Serbia · Jovan Popović · Nikola Stojić |
| M2x (dwójka podwójna) szczegóły                    | Litwa · Saulius Ritter · Rolandas Maščinskas | Serbia · Marko Marjanović · Dušan Bogićević                                                                                             | Rosja · Artem Kosow · Dmitrij Chmylnin |
| LM2x (dwójka podwójna wagi lekkiej) szczegóły      | Włochy · Lorenzo Bertini · Elia Luini | Grecja · Eleftherios Konsolas · Panagiotis Magdanis                                                                                     | Portugalia · Pedro Fraga · Nuno Mendes |
| M4- (czwórka bez sternika) szczegóły               | Grecja · Stergios Papachristos · Janis Tsilis · Jeorjos Dzialas · Janis Christu                                                                                         | Białoruś · Wadzim Lialin · Dzianis Mihal · Stanisłau Szczarbaczenia · Alaksandr Kazubouski                                              | Włochy · Mario Paonessa · Francesco Fossi · Luca Agamennoni · Andrea Palmisano                                                                                        |
| LM4- (czwórka bez sternika wagi lekkiej) szczegóły | Włochy · Daniele Danesin · Andrea Caianiello · Marcello Miani · Martino Goretti                                                                                         | Czechy · Jan Vetešník · Ondřej Vetešník · Jiří Kopáč · Miroslav Vraštil                                                                 | Serbia · Nemanja Nešić · Miloš Stanojević · Nenad Babović · Miloš Tomić                                                                                               |
| M4x (czwórka podwójna) szczegóły                   | Rosja · Nikita Morgaczow · Aleksiej Swirin · Igor Sałow · Siergiej Fiodorowcew                                                                                          | Estonia · Andrei Jaemsae · Allar Raja · Tonu Endrekson · Kaspar Taimsoo                                                                 | Polska · Konrad Wasielewski · Wiktor Chabel · Kamil Zajkowski · Piotr Licznerski                                                                                      |
| M8+ (ósemka) szczegóły                             | Polska · Marcin Brzeziński · Rafał Hejmej · Dariusz Radosz · Piotr Hojka · Mikołaj Burda · Piotr Juszczak · Krystian Aranowski · Michał Szpakowski · Daniel Trojanowski | Czechy · Jiří Srna · Kornel Altman · David Szabó · Jan Pilc · Jakub Podrazil · Jakub Koloc · Petr Melichar · Matyas Klang · Martin Suma | Ukraina · Anton Cholaznykow · Wiktor Hrebennykow · Iwan Tymko · Artem Moroz · Andrij Prywieda · Wałentyn Kleckoj · Oleg Łykow · Serhij Czykanow · Ołeksandr Konowaluk |

### Konkurencje kobiet
| Konkurencja                                   | Złoto | Srebro | Brąz |
| W1x (jedynka) szczegóły                       | Czechy · Miroslava Knapková | Rosja · Julija Lewina | Litwa · Donata Vištartaitė |
| W2- (dwójka bez sternika) szczegóły           | Rumunia · Camelia Lupascu · Nicoleta Albu | Białoruś · Julija Biczyk · Natalla Helach | Włochy · Claudia Wurzel · Sara Bertolasi |
| W2x (dwójka podwójna) szczegóły               | Ukraina · Anastasija Kożenkowa · Jana Dementiewa | Serbia · Iva Obradović · Ivana Filipović | Czechy · Lenka Antošová · Jitka Antošová |
| LW2x (dwójka podwójna wagi lekkiej) szczegóły | Grecja · Christina Jazidzidu · Aleksandra Tsiawu | Wielka Brytania · Kathryn Twyman · Andrea Dennis | Włochy · Laura Milani · Enrica Marasca |
| W4x (czwórka podwójna) szczegóły              | Ukraina · Switłana Spiruchowa · Natalija Chuba · Tetiana Kolesznikowa · Kateryna Tarasenko                                                                                   | Polska · Agnieszka Kobus · Karolina Gniadek · Sylwia Lewandowska · Natalia Madaj | Rumunia · Cristina Ilie · Ioana Craciun · Camelia Lupascu · Nicoleta Albu                                                                                        |
| W8+ (ósemka) szczegóły                        | Rumunia · Maria Diana Bursuc · Ionelia Zaharia · Cristina Grigoraș · Irina Dornenau · Adelina Cojocariu · Andreea Boghian · Roxana Cogianu · Eniko Mironcic · Teodora Gidoiu | Białoruś · Katiaryna Schliupskaya · Margaryta Kreczka · Wołha Berażniowa · Natalla Helach · Hanna Nachajowa · Tatiana Kuchta · Julija Biczyk · Anastasija Fadzejenka · Jarosława Pawłowicz | Ukraina · Oksana Golub · Ganna Gutsalenko · Olga Hurkowska · Nina Proskura · Olena Burjak · Switłana Nowiczenko · Ljubow Staszko · Anna Koncewa · Anna Gaidukowa |

## Klasyfikacja medalowa
| Lp. | Państwo         |   |   |   | Razem |
| --- | --------------- | - | - | - | ----- |
| 1.  | Grecja          | 3 | 1 | 0 | 4     |
| 2.  | Włochy          | 2 | 1 | 3 | 6     |
| 3.  | Ukraina         | 2 | 0 | 2 | 4     |
| 4.  | Litwa           | 2 | 0 | 1 | 3     |
| 4.  | Rumunia         | 2 | 0 | 1 | 3     |
| 6.  | Czechy          | 1 | 2 | 1 | 4     |
| 7.  | Polska          | 1 | 1 | 1 | 3     |
| 7.  | Rosja           | 1 | 1 | 1 | 3     |
| 9.  | Białoruś        | 0 | 3 | 0 | 3     |
| 10. | Serbia          | 0 | 2 | 2 | 4     |
| 11. | Estonia         | 0 | 1 | 0 | 1     |
| 11. | Niemcy          | 0 | 1 | 0 | 1     |
| 11. | Wielka Brytania | 0 | 1 | 0 | 1     |
| 14. | Chorwacja       | 0 | 0 | 1 | 1     |
| 14. | Portugalia      | 0 | 0 | 1 | 1     |